# Гринфилд (Масачусетс)
Гринфилд (енгл. Greenfield) град је у америчкој савезној држави Масачусетс.

## Демографија
По попису из 2010. године број становника је 17.456.
| Група             | 2000.          | 2010.           |
| Белци             | 12.564 (91,6%) | Greenfield Town |
| Афроамериканци    | 193 (1,4%)     | 297 (1,7%)      |
| Азијати           | 168 (1,2%)     | 239 (1,4%)      |
| Хиспаноамериканци | 471 (3,4%)     | 853 (4,9%)      |
| Укупно            | 13.716         | 17.456          |